# ノーマン・タウログ
ノーマン・タウログ（Norman Taurog, 1899年2月23日 - 1981年4月7日）は、アメリカ合衆国の映画監督。
『スキピイ』により第4回アカデミー監督賞を受賞した。

## 略歴
イリノイ州シカゴ生まれ。舞台の子役出身で、14歳の時にトーマス・H・インスの映画スタジオに加わり、1919年短編コメディを監督し始める。1960年代終わりまで40年間、ハリウッドで最も忙しい監督の一人になる。
1931年の『スキピイ』は第4回アカデミー賞で作品賞、主演男優賞、監督賞、脚本賞の4部門にノミネートされた。最終的な受賞は監督賞のみであったが、喜劇監督としてのタウログの地位はこの時確立された。32歳260日での監督賞獲得は、2017年（第89回）にデミアン・チャゼル（『ラ・ラ・ランド』）が32歳38日で獲得するまで86年間破られることがなかった。また、子役出身で子供の演出がうまく、『スキピイ』に主演したジャッキー・クーパー（タウログの甥）は当時まだ10歳の少年にもかかわらず、ライオネル・バリモア、リチャード・ディックス、フレドリック・マーチ、アドルフ・マンジューら当時の名優たちと男優賞を争うことになった。
タウログはコメディ映画の監督として有名であったが、時々真面目な映画で成功することがあり、『少年の町』（1938年）でアカデミー作品賞にノミネートされた。さらに、古典文学の中で最も元気が良くて成功した映画化でデヴィッド・O・セルズニックが1938年に制作した『トム・ソーヤ』やMGMの戦前の最後のミュージカルのショーケースである『踊るニュウ・ヨーク』（1940年）も手がけた。
タウログはまた、エルビス・プレスリー（と彼のマネージャーのトム・パーカー）に気に入られ、1960年から1968年までにプレスリーの正式なロックンロール映画9本を撮りあげた。これらは、プレスリーの映画では最も多い本数である。それに加えて、ジェリー・ルイスとディーン・マーティンの『底抜け』シリーズなども撮った。特に戦後パラマウントで撮った『底抜け西部へ行く』（1956年）は『愉快なリズム』（1936年）のテクニカラー＆ビスタビジョンによるセルフリメイクでビング・クロスビーの役をディーン・マーティンが再演した。
コメディでもドラマでも特にスタイルはなかったが、舞台出身だけにタウログは観客の泣き笑いの反応をよく知っていたため、特に子役や新人、俳優でない者の起用であっても、素早く効率的に作品を完成させることができた。

## 主な監督作品
- スキピイ Skippy (1931)
- スーキイ Sooky (1931)

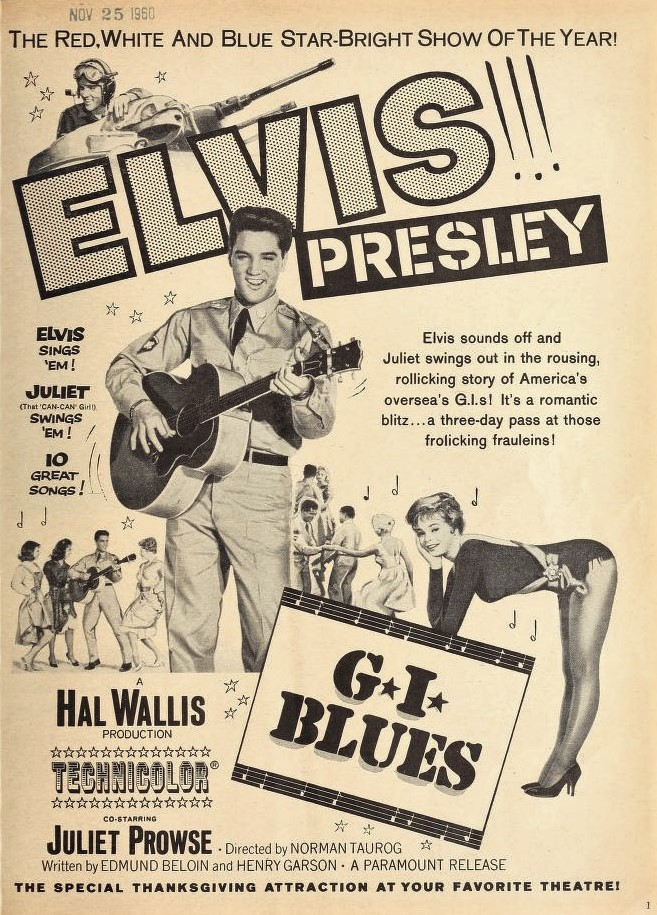
『G.I.ブルース』（1960年）

- 恋の手ほどき The Way to Love (1933)
- 恋と胃袋 We're Not Dressing (1934)
- 当り屋勘太 Strike Me Pink (1936)
- 愉快なリズム‘Rhythm on the Range’（1936）
- トム・ソーヤ The Adventures of Tom Sawyer (1938)
- 少年の町 Boys Town (1938)
- 踊るニュウ・ヨーク Broadway Melody of 1940 (1940)
- ガール・クレイジー Girl Crazy (1943)
- ワーズ&ミュージック WORDS AND MUSIC (1948)
- 底抜け落下傘部隊 Jumping Jacks (1952)
- 底抜けやぶれかぶれ The Caddy (1953)
- 底抜けニューヨークの休日 Living It Up (1954)
- お若いデス You're Never Too Young (1955)
- 底抜け西部へ行く Pardners (1956)
- 底抜け宇宙旅行 Visit to a Small Planet (1960)
- G.I.ブルース G.I. Blues (1960)
- ブルー・ハワイ Blue Hawaii (1961)
- ガール!ガール!ガール! Girls! Girls! Girls! (1962)
- ビキニマシン Dr. Goldfoot and the Bikini Machine (1965)
- スピードウェイ Speedway (1968)
- バギー万才!! Live a Little, Love a Little (1968)